# Aschantireich
Das westafrikanische Aschantireich (auch Asante genannt; auf Twi: Asanteman) bestand über 200 Jahre, von ca. 1680 bis 1896.
Es erstreckte sich auf dem Höhepunkt seiner Macht über das gesamte Staatsgebiet der heutigen Republik Ghana mit Ausnahme eines schmalen Streifens ganz im Norden des Landes und einer kleinen, vom Aschantireich umschlossenen und nur kurzfristig beherrschten Enklave an der Südküste (dem Gebiet der Fantiföderation). Östlich und westlich umfasste es noch Teile der heutigen Nachbarrepubliken Togo und Elfenbeinküste. Aufgrund des großen Freiraums, den die Asantehene den inneren Strukturen der eroberten Gebiete ließen, wird das Aschantireich gelegentlich auch als „Aschantiföderation“ bezeichnet.

## Ursprung der Aschanti und Vorläufer des Reiches

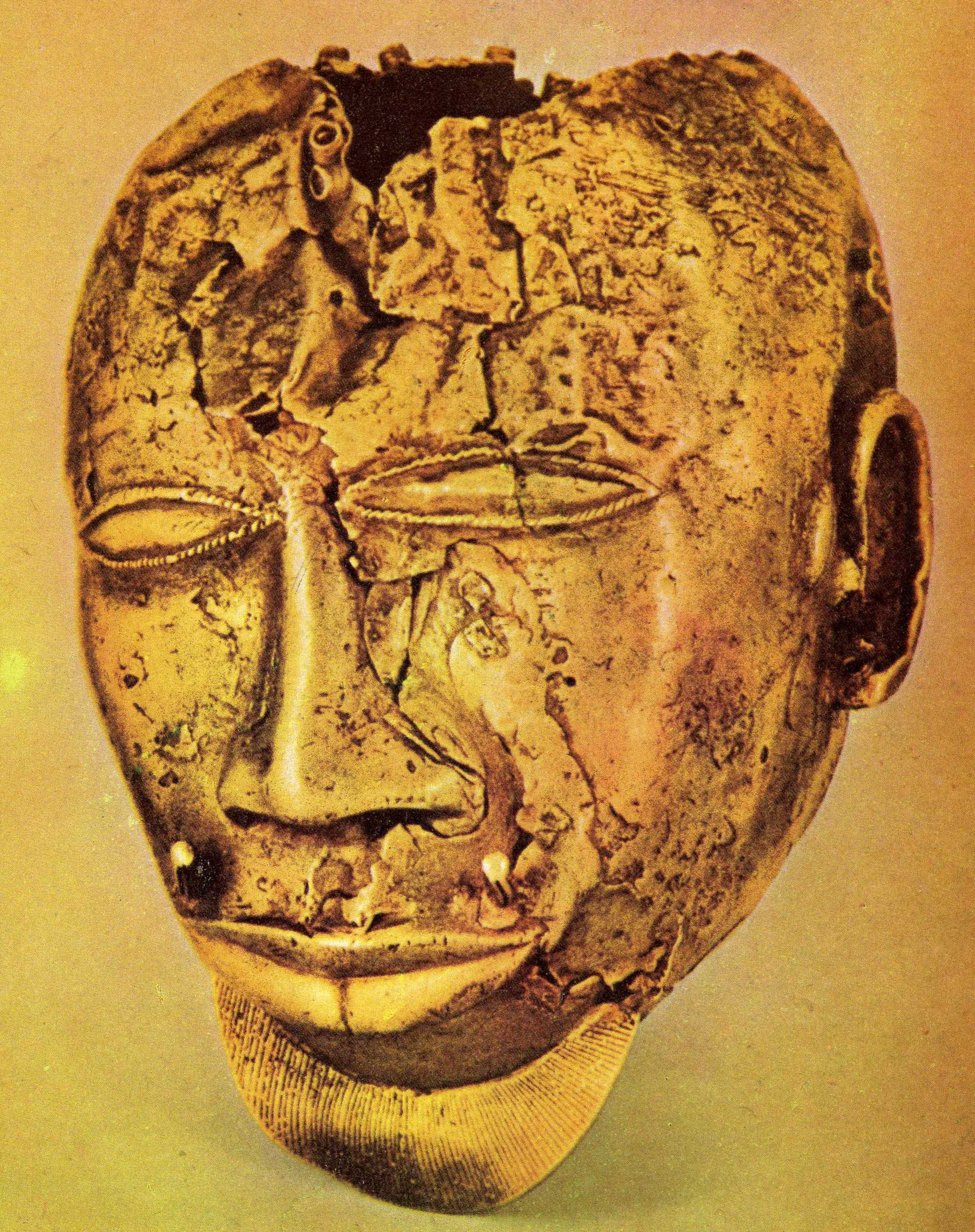
Goldmaske aus der Schatzkammer Kofi Karikaris

Das Aschanti-Reich entstand durch Zentralisierungsprozesse akansprachiger Völker. Vermutlich ab dem 13. Jahrhundert waren die Akan von Norden kommend in ihr heutiges Siedlungsgebiet in Zentralghana eingewandert. Diese Wanderungsbewegung verstärkte sich Ende des 15./ Anfang des 16. Jahrhunderts, als die Einfuhr gewisser (Feld-)Früchte wie Bananen, Hirse oder Kassava aus Südostasien bzw. Amerika eine intensivere Besiedelung der bis dahin kaum bevölkerten Regenwaldgebiete Zentralghanas ermöglichte. Die Akanvölker begannen sich in kleineren politischen Einheiten zu organisieren. Erste Königreiche der noch zersplitterten Akanvölker waren Bono, Banda und Akwamu.
Auf dem Gebiet der Aschanti gab (und gibt) es bedeutende Goldvorkommen, die zu regen Handelsbeziehungen mit den mächtigen Reichen der Sahelzone führten. Zudem kreuzten sich hier die wichtigen Handelswege aus den großen Handelsstädten des Nordens (Timbuktu, Gao, Djenné und anderen) und des Westens (Kano, Sokoto und andere Städte im heutigen Nigeria) auf ihrer Route Richtung Küste. Außerdem versorgte die Goldküste ab ca. 1500 Europa mit Gold und lieferte im 16. Jahrhundert ungefähr ein Zehntel des gesamten Weltbedarfs.
Allerdings gelangte nur ein Teil der Ertragsmengen der Goldproduktion in den Handel. Traditionell wurde ein bestimmter Anteil der Golderzeugnisse als Schatz gehortet, mit der Aufbewahrung war die älteste Frau beauftragt. Der Älteste eines Dorfes verwaltete das Gold und bestimmte über Zuteilung als Brautgabe oder als Ware für den Fernhandel zum Wohl der gesamten Lineage. Durch seine Sonderstellung gab es immer wieder Konkurrenzen um die Position des Dorfobersten, der durch seinen sakralisierten Zugang zu Gold eine Vormachtstellung genoss.
In der 2. Hälfte des 17. Jahrhunderts veränderte sich die tradierte Sozialstruktur der Akan-Gesellschaften entscheidend. Die Zirkulation von Gold spielte dabei eine zentrale Rolle. Bis zur Mitte des 17. Jahrhunderts war der Goldhandel mit den Akan-Gesellschaften von den Portugiesen beherrscht. Die Vertreibung der Portugiesen durch die Holländer von der Goldküste 1642 und die nachfolgende Ankunft von Engländern, Brandenburgern und Dänen führten zu einem völlig veränderten Angebot an Waren. Vor allem die Einfuhr von Feuerwaffen gegen Gold bewirkte eine Verschärfung der sozialen Unterschiede.
Feuerwaffen boten den einflussreichen Familien die Möglichkeit, ihre Macht auszubauen. Die Gesellschaften der goldarmen Gebiete spezialisierten sich auf den Handel mit Sklaven, die sie den europäischen Sklavenhändlern gegen Gold und Feuerwaffen verkauften. Zudem versuchten sie, sich als Zwischenhändler zwischen goldreichen Gebieten und der Küste zu etablieren.
Durch diese Situation wanderten viele Akan-Gesellschaften ab, darunter die Mitglieder des Oyoko-Clans, die sich im späteren Kerngebiet Asantes ansiedelten.

## Anfänge: Osei Tutu, 1680
Der Häuptling Oti Akenten (ca. 1630–1660) unternahm einige erfolgreiche militärische Operationen gegen benachbarte Akanvölker und gründete so erstmals eine Aschantimacht über das Kerngebiet hinaus.
Aber erst ab 1680 einigte Osei Tutu, der Herrscher der Stadt Kumasi (der Kumasihene), die bis dahin unabhängigen Fürstentümer der Aschanti unter seiner Herrschaft und erklärte sich zum Asantehene, dem Oberhaupt aller Aschanti.
Der noch heute lebendige Gründungsmythos des Aschantireiches besagt, dass ein Priester (okomfo) namens Okomfo Anokye etwa um 1695 vom Hochgott der Akan selbst, von Nyame, den Auftrag erhielt, aus den Aschanti ein mächtiges Volk zu machen. Der Asantehene Osei Tutu berief daraufhin eine große Versammlung ein, um diese Nachricht zu verbreiten. Auf dieser Versammlung holte Okomfo Anokye vor aller Augen einen teilweise mit Gold bedeckten, hölzernen Stuhl vom Himmel, der sich dann auf Osei Tutus Knien niederließ. Okomfo Anokye verkündete, dass dieser Stuhl den Geist oder die Seele des ganzen Aschantivolkes enthielte. Dieser Gründungsmythos spielte zukünftig eine zentrale und in seiner Wirkung sehr reale Rolle bei der Erhaltung der Einheit der Aschanti.
Osei Tutu erließ zudem verschiedene Gesetze zur Festigung dieser Einheit, unter anderem ein allgemeines Verbot, von der alten, getrennten Geschichte der Aschanti zu sprechen. Er führte eine Militärreform durch, bei der jedem Mitgliedsstaat der Aschantiunion ein bestimmter Platz in der Angriffsformation der nun entstehenden nationalen Armee der Aschanti zugewiesen wurde. Diese vereinigten Streitkräfte begannen mit großem Erfolg das Aschantireich auf kriegerischem Weg zu erweitern.

## Aufstieg zur regionalen Großmacht bis 1750
Das Aschantireich war zu diesem Zeitpunkt noch Denkyra, der größten benachbarten Macht, tributpflichtig. Das südwestlich von Aschanti gelegene Reich Denkyra blockierte zudem den Zugang zur Küste und damit zu den verschiedenen europäischen Handelsposten, der Quelle u. a. von Gewehren und Munition. Der Herrscher von Denkyra, der Denkyrahene bemühte sich um friedlichen Ausgleich mit der neu entstandenen Macht der Aschanti, versprach Kompensationen für vergangenes Unrecht und erlaubte ihnen sogar Gewehre bei den Holländern im Fort Elmina an der Südküste zu erwerben.

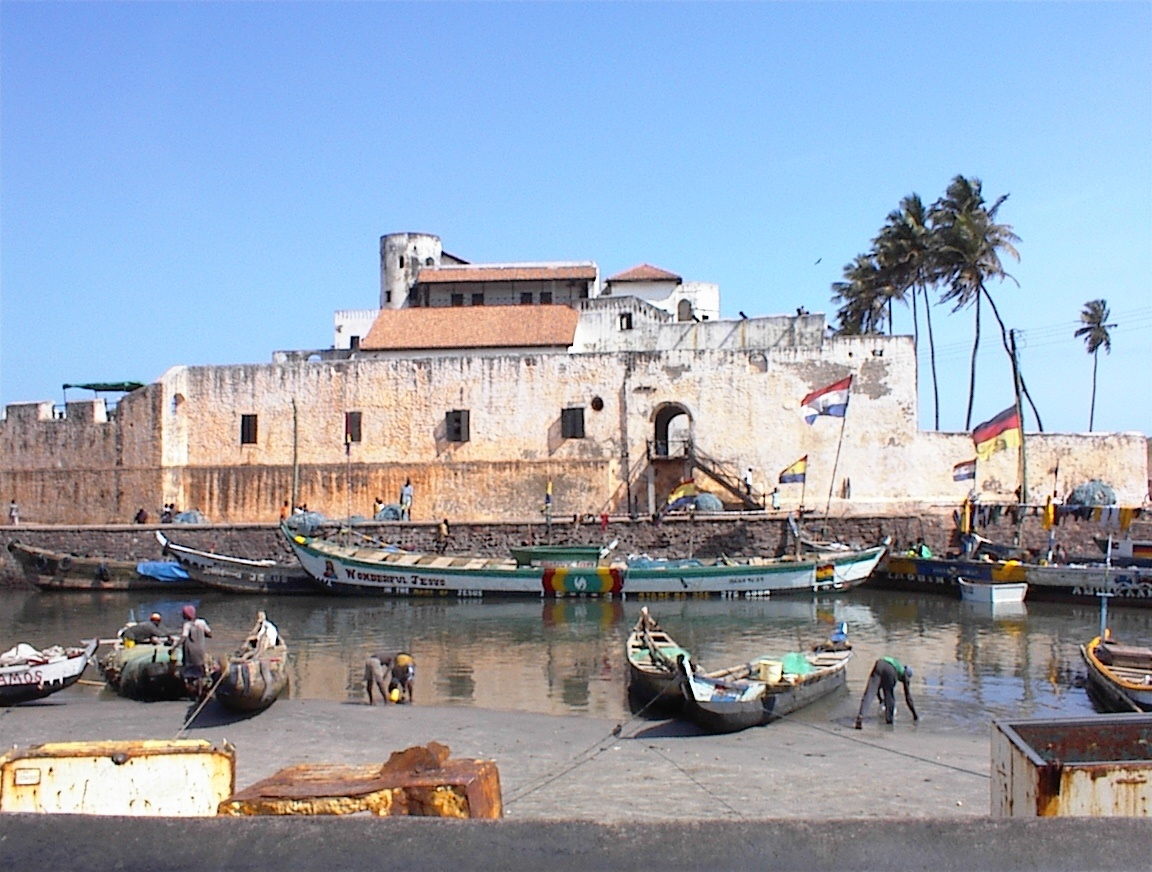
Fort Elmina oder St. George’s Castle

Als jedoch 1699 der Nachfolger des Denkyrahene die Steuern für die Aschanti erhöhen wollte, kam es zum Krieg. In zwei Jahren besiegte das Aschantireich Denkyra und eroberte außer dessen Staatsgebiet noch weite ehemals tributpflichtige Gebiete.
Zur Beute der Aschanti gehörte ein Pachtvertrag mit den Holländern für das erwähnte Fort Elmina. Damit hatte das Aschantireich erstmals einen direkten Kontakt mit europäischen Handelsherren und war nun Akteur im lukrativen Handel mit Holländern und anderen.
Osei Tutus Nachfolger Opoku Ware I. schlug einen Aufstand der neu eroberten Gebiete in zwei Kriegen nieder. Anschließend wandte er sich gegen die nördlichen Nachbarstaaten Tekiman, Banda, Gyaaman und Gonja und eroberte 1744–45 das Königreich der Dagomba in Nordghana. Damit kontrollierte das Aschantireich auch die Handelsrouten zum nördlichen Niger und tributpflichtige Staaten lieferten einen beständigen Nachschub an Sklaven, die an die Europäer verkauft wurden.
Mitte des 18. Jahrhunderts war das Aschantireich die größte Militär- und Handelsmacht der Region.

## Organisation
Im Inneren war dieses neue Reich getrennt in das goldreiche zentrale Aschanti, bestehend aus der Hauptstadt Kumasi, die dem Asantehene direkt unterstellt war, und den umliegenden 9 Teilstaaten unter jeweils einem Omanhene. All diese Teilstaaten erkannten den Goldenen Stuhl als Verkörperung des Geistes und der Einheit der Aschanti sowie den Kumasihene als Oberhaupt der Aschanti (Asantehene) an.
Um dieses zentrale Aschanti gliederte sich das „provinzielle“ Aschanti, der Ring der eroberten Staaten. Diese Staaten regierten sich weiterhin selbst, mussten aber Tributzahlungen leisten, gelegentliche Besuche eines Abgesandten aus Kumasi akzeptieren und ein Kontingent für die Armee zur Verfügung stellen.
Asantehene Osei Kwadwo führte weitere tiefgreifende innere Reformen durch, die von seinen Nachfolgern Osei Kwame Panyin und Osei Bonsu fortgesetzt wurden. Er begann Führer/Häuptlinge unabhängig von ihren Geburtsrechten zu ernennen, ermöglichte also den Aufstieg von Männern in höchste Positionen aufgrund ihrer Fähigkeiten, ihrer militärischen Erfolge oder ihrer Ergebenheit gegenüber dem Asantehene. Er führte nicht-erbliche Positionen ein, die mit Ministerämtern gleichzusetzen waren, und besetzte frei werdende Erbfürstentümer mit Männern seines Vertrauens.
Solche Männer waren auch die Anführer einer neu gegründeten Polizeitruppe, den Ankobia, die zur Niederschlagung von Revolten bereitstanden.
Spätestens Anfang des 19. Jahrhunderts beschäftigte der Asantehene auch schriftkundige Moslems zur Verwaltung seines Reiches und für die Korrespondenz mit verschiedenen Mächten, insbesondere mit den Handelsreichen des Sahelgebietes wie den Hausastaaten des heutigen Nigerias oder mit Djenne und anderen weit entfernten Städten.
Das Aschantireich hatte mit all dem die Strukturen eines großen Häuptlingstums weit überschritten und war zu staatlichen Organisationsformen gelangt.

### Organisationsstruktur

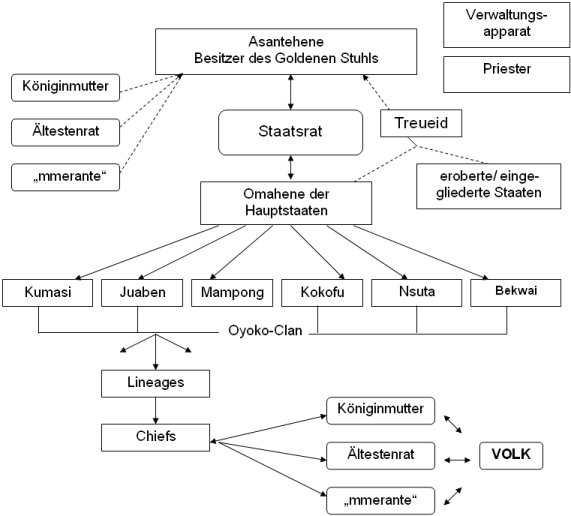
Organisationsstruktur

#### Asantehene (König)
Der Asantehene, der 1. Herrscher oder auch König des Aschanti-Reiches, ist durch die religiöse Legitimation die einflussreichste Person im Reich. Seiner Oyoko-Lineage, die vom ersten Asantehene Osei Tutu abstammt und den Goldenen Stuhl empfing, soll damit für allezeit höchste Autorität der Aschanti sein. Auch wenn der Asantehene der Oyoko-Lineage abstammen muss, so ist seine Nachfolgeregelung nicht ausschließlich die der vererbbaren Führerschaft. (Göhring 1979, S. 29)
Wie auch die Chiefs verfügt der Asantehene über mehrere Institutionen, die er bei wichtigen Entscheidungen konsultieren muss: den Ältestenrat, die Königinmutter und die Mmerante, die Vereinigung junger Männer.

#### Königinmutter, Ältestenrat,mmerante
Die Königinmutter, die Asantehema, die Besitzerin des silbernen Stuhls, ist die zweitmächtigste Person der Aschanti. Vor ihr allein muss sich der Asantehene rechtfertigen. Allerdings ist sie nicht wirklich die Mutter des Asantehene, sondern in der Regel die Schwester seiner Mutter, seine Großmutter, Schwester oder Cousine. Sie unterstützt den Asantehene in seiner Lebensführung, wofür sie sich auch mit einem eigenen Ältestenrat berät.
Es sind immer die Ältesten einer Lineage, die für den Ältestenrat zusammenkommen, wobei es keine geschlechtliche Trennung gibt.

#### Treueid
Sowohl die Herrscher der Ursprungsreiche, die Omahene der Hauptstaaten, wie auch die Chiefs und die Herrscher der eingegliederten Staaten leisteten den Treueid dem Asantehene nach ihrem Odwera-Fest, eine Art zeremonieller Loyalitätsbekundung gegenüber dem Goldenen Stuhl.
Durch diesen Treueid wurden sie Mitglieder der Konföderation Aschanti. Grundsätzlich behielten sie jedoch immer ihre traditionelle Organisation und Verwaltung und wurden auch nicht durch die Aschanti kontrolliert. (Göhring 1979, S. 26; 33)
Für einige Ethnien erwies es sich sogar als vorteilhaft, ihre Eigenständigkeit aufzugeben um sich so auch am Markt der Aschanti einfügen zu können.

#### Omanhene und Ohemma
Die Omanhene waren die Herrscher der Ursprungsreiche / Kernprovinzen, die sich zusammenschlossen, um eine ursprüngliche Verteidigungsgemeinschaft, die Aschanti-Union zu schaffen.  Sie stammten fast alle vom Oyoko-Clan, dem königlichen Clan, ab und unterteilten sich in viele weitere Lineages, die von den Chiefs geführt wurden. Dem Omanhene stand ein Ältestenrat zur Seite, der ihn unterstützte und zugleich kontrollierte. Wie für den Asantehene hatte auch die älteste Frau der Lineage, die Ohema, im Ältestenrat des Omanhene, eine wichtige Funktion inne. Die Ohema hatte auch das Recht, stellvertretend das Amt des Omanhene auszuüben. Darüber hinaus war sie Vorsitzende eines eigenen Gerichtshofes, der für die Rechtsstreitigkeiten der Frauen zuständig war. Praktisch verfügte sie – abgesehen von der Heeresleitung – aber über die gleichen Rechte und Funktionen wie der Omanhene.
Für wichtige Reichsangelegenheiten fand man sich im Staatsrat mit dem Asantehene zusammen.

#### Chief
Auch wenn der Asantehene das ranghöchste Amt der Aschanti bekleidete, ist das des Chiefs wohl das bedeutendste für das tägliche Zusammenleben der Aschanti. Er trifft militärische Entscheidungen, hält Gericht und ist Berater aller Lebenslagen für seine Lineage. Er verwaltet das Land mit einem umfangreichen Befehls- und Informationsnetz und ist zugleich die Brücke zu den Ahnen. Jede seiner Handlungen hat einen religiösen Hintergrund und wird als Norm verstanden, um den Ahnen wohlgesinnt zu sein. Denn solange er den Stuhl seiner Ahnen innehatte, galt er als heilig. Eine willkürliche Herrschaft des Chiefs war dennoch nicht möglich, da er trotz seiner besonderen Stellung in der Lineage immer auf sein Volk und dessen Vertreter hören musste. Denn die, die ihn wählten, konnten ihn auch wieder aus seinem Amt entheben.
Es gab auch Ratsversammlungen der Chiefs in der Hauptstadt Kumasi, wobei aus den Quellen nicht klar wird ob es sich dabei auch um den Staatsrat handelt. Dabei hatte der Chief immer die Position derer zu vertreten, die er vertrat.

## Rituale und Insignien

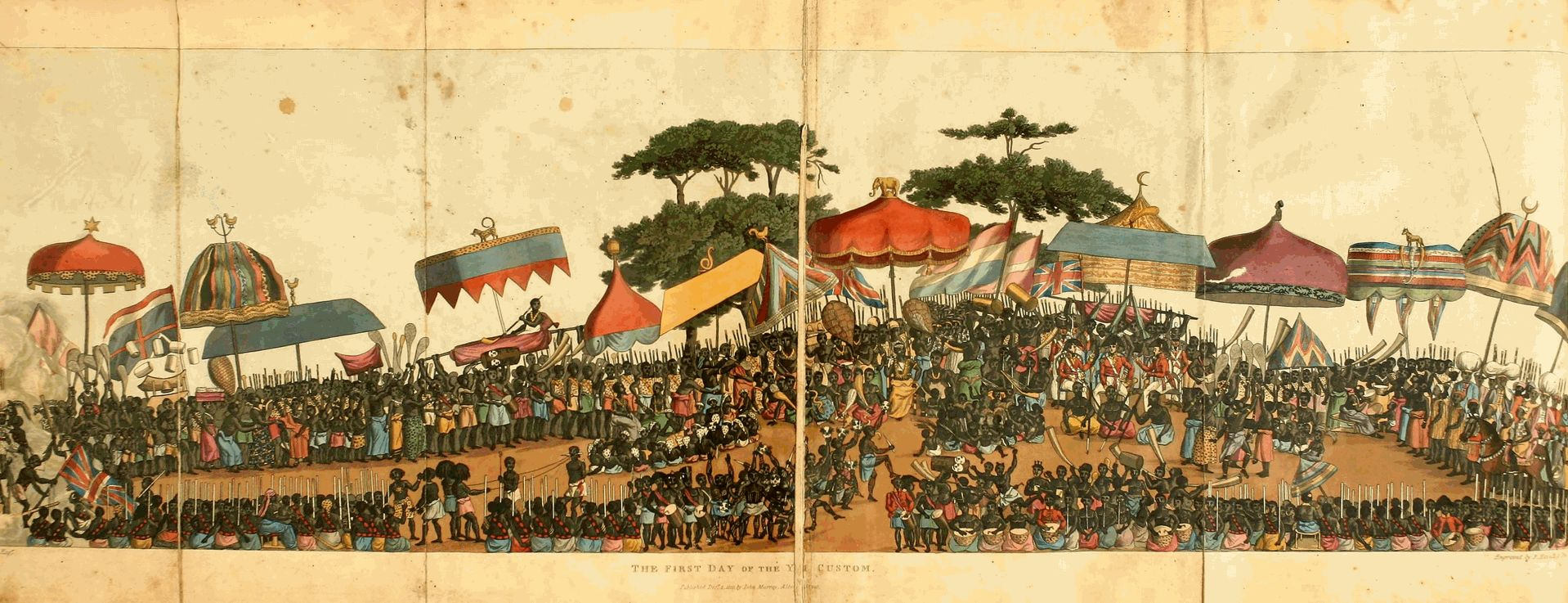
Yams-Zeremonie (Erntedankfeier) beim König mit vielen Musikern, die Elfenbeintrompeten, Trommeln und Handglocken spielen. Aquarell von Sarah Wallis in Thomas Edward Bowdich: Mission from Cape Coast Castle to Ashantee, London 1819

Der Goldene Stuhl galt als Verkörperung des Reiches und damit als höchstes Symbol nationaler Einheit. Er stellte die höchste politische Autorität dar und war Gegenstand der Gottesverehrung, dem sich auch der Asantehene unterwarf. Amt und Person des Königs waren streng getrennt. Wohlergehen und Fruchtbarkeit des Landes waren an die Unversehrtheit des Stuhles gebunden, nicht aber an die Person des Königs. Diesem fiel die Rolle des Ohene Okomfo, des Priesterkönigs zu, der zwischen dem Goldenen Stuhl als Symbol göttlicher Macht und der Gesellschaft vermittelte. Der Thronfolger gab als Zeichen der Unterordnung unter das Amt des Königs und den Stuhl alle zivilen Rechte auf, wie etwa alle materiellen Besitztümer und persönliche Beziehungen. Zu den um den Goldenen Stuhl versammelten Insignien gehörten Thomas Edward Bowdich (1819) zufolge mehrere Trommeln, Hörner (Elfenbeintrompeten), Stegharfen (Seperewa), Schwerter und andere Waffen.
Diese Unterordnung unter das Amt wurde dramatisch bei der Inthronisierung betont: Die Asantehema hüllte den nur mit einem weißen Tuch bekleideten König in eine kostbare Seidentoga und trug ihn auf ihrem Rücken in den Saal, in dem alle Würdenträger versammelt waren. Damit galt die Asantehema als „Königmacherin“ und der König als neugeboren.
Alljährlich wurde in Kumasi die Feier des Festes Odwira zelebriert, das ebenfalls als Symbol nationaler Einheit galt und der Festigung einer gemeinsamen Identität diente. Es erinnerte an den Sieg über Denkyira und war zugleich Erntedankfest.

## Architektur
Die folgenden Abbildungen zeigen Gebäude der Residenzstadt Kumasi um 1815.

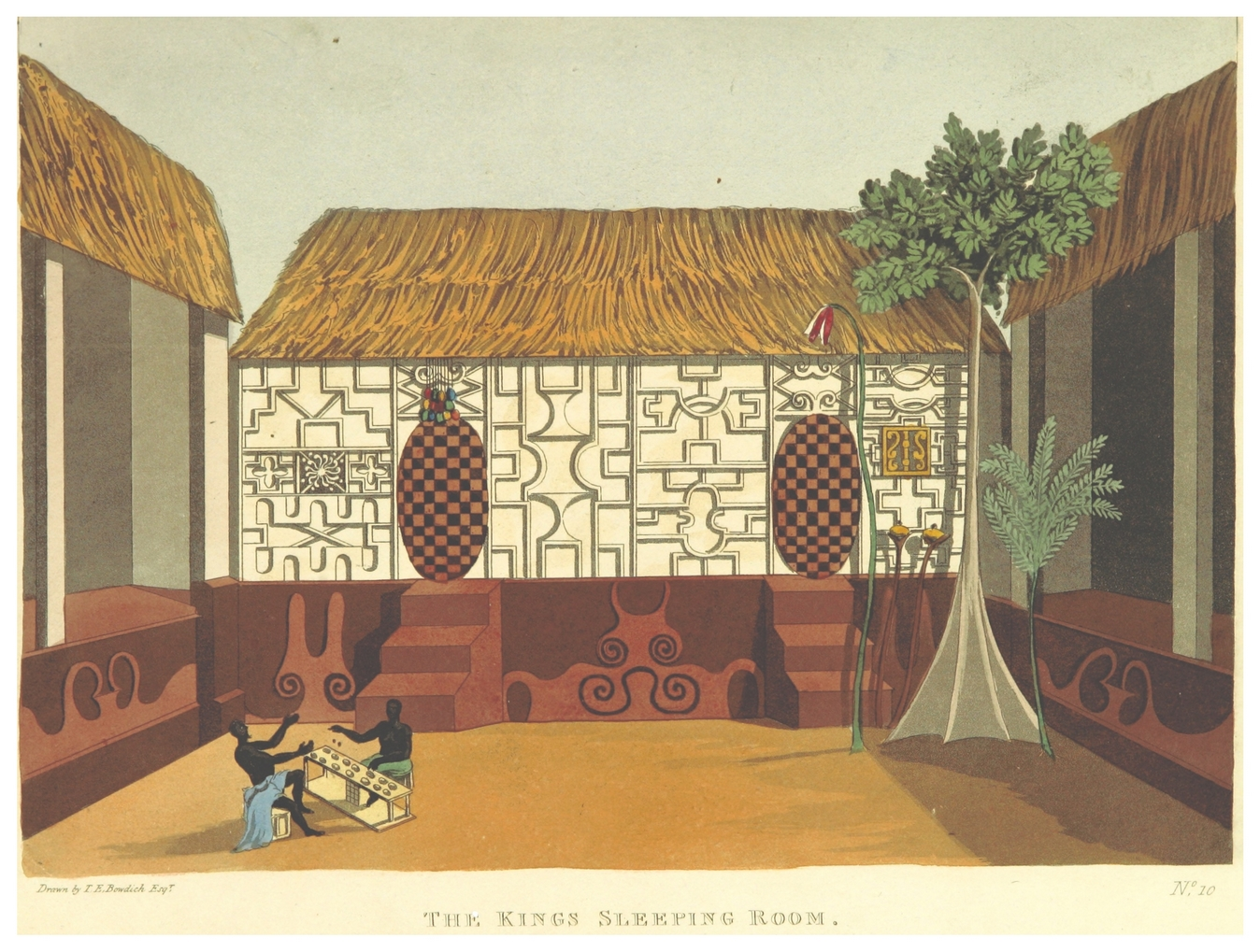
Schlafraum des Königspalastes von Kumasi
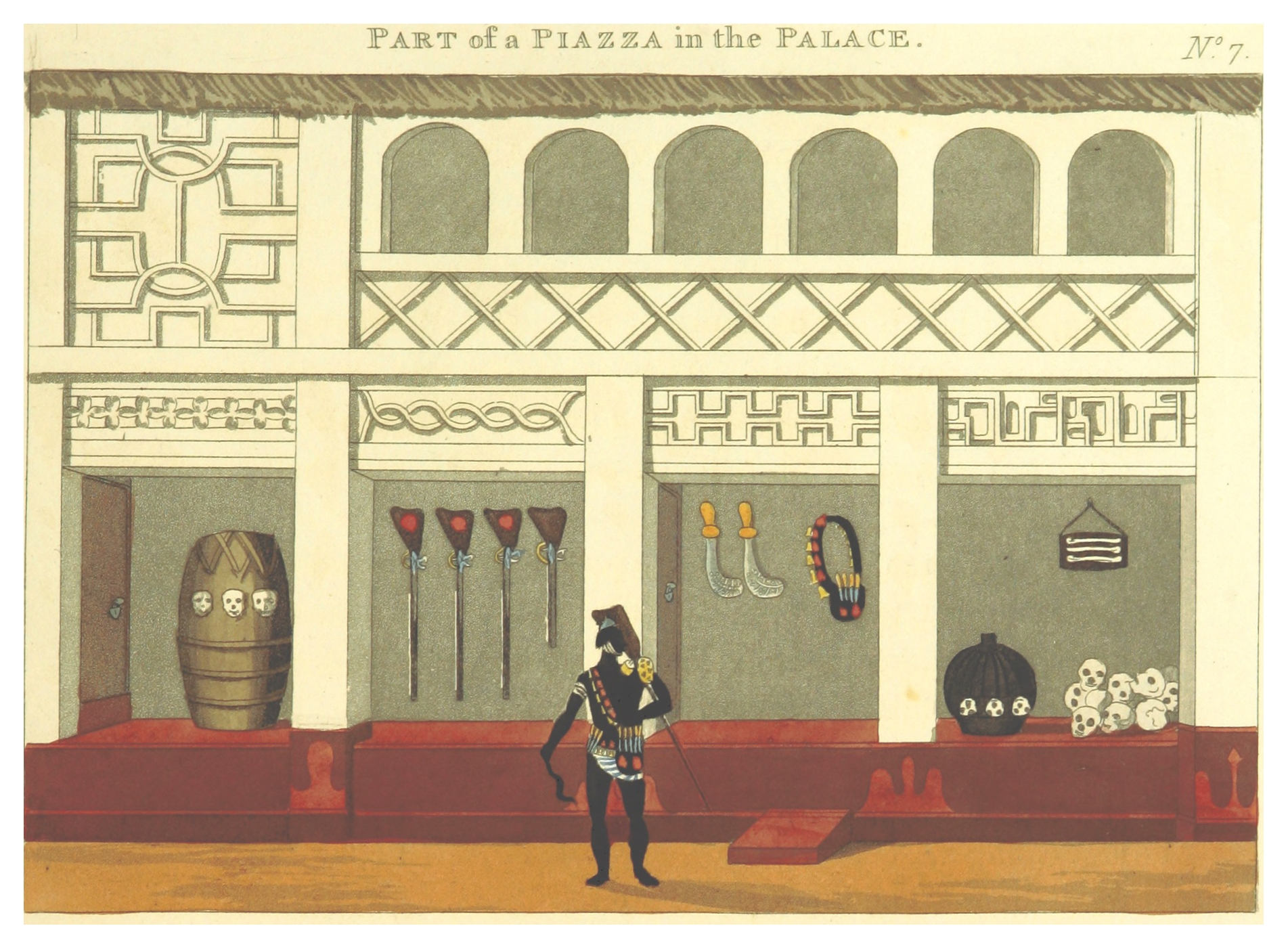
Repräsentationsgebäude des Königspalastes
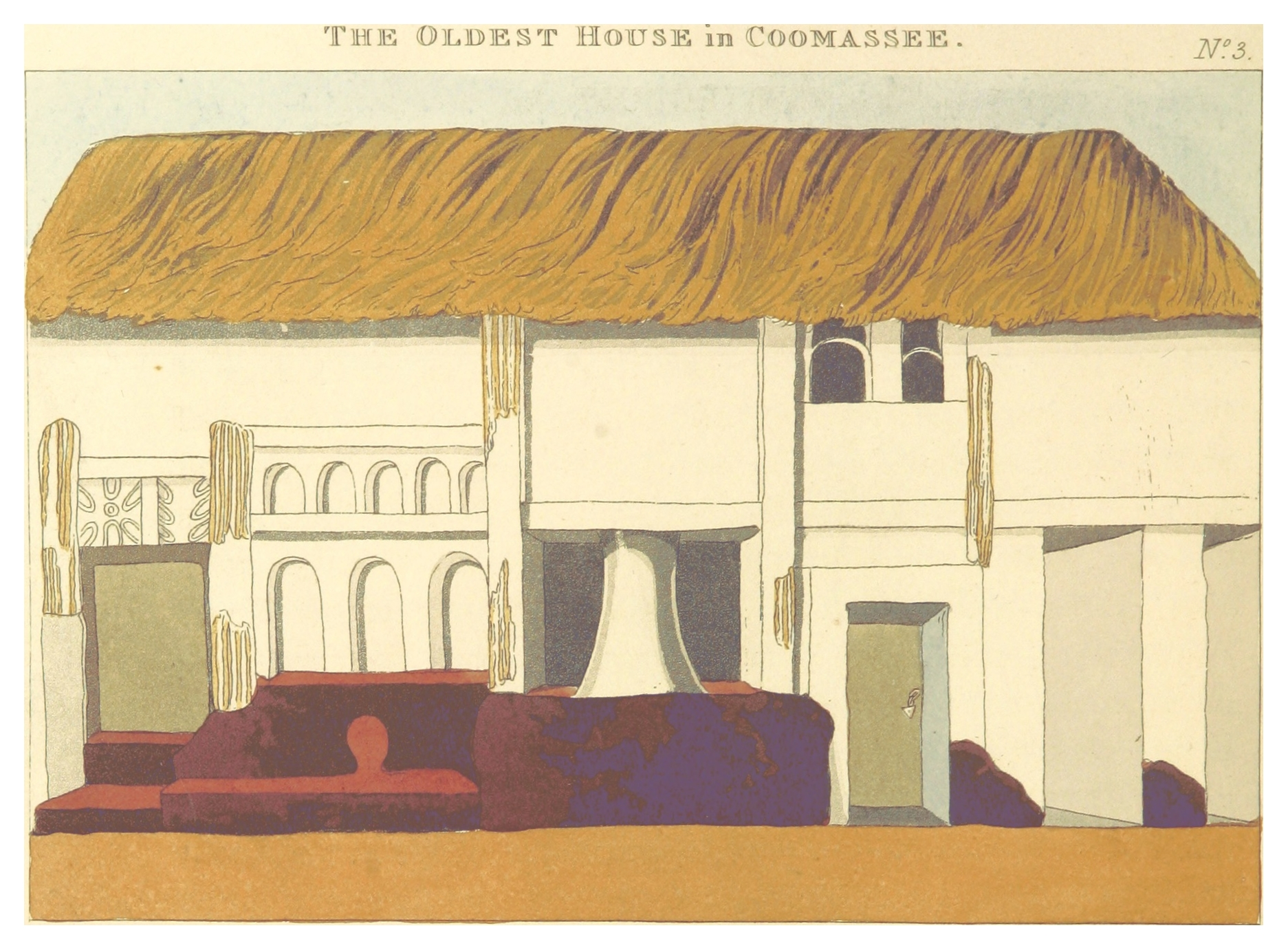
Das älteste Wohnhaus der Residenzstadt Kumasi
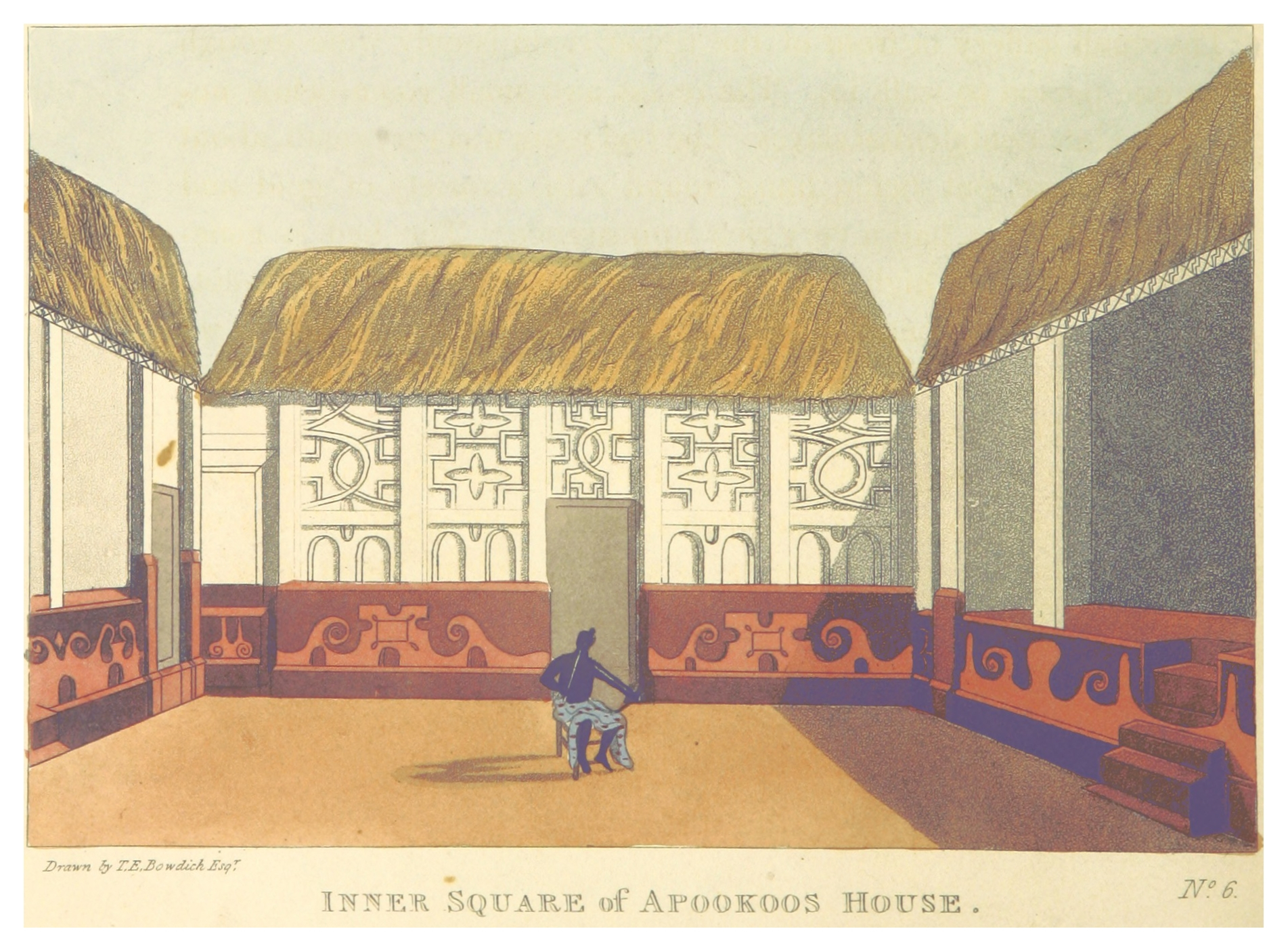
Hof des Apooko
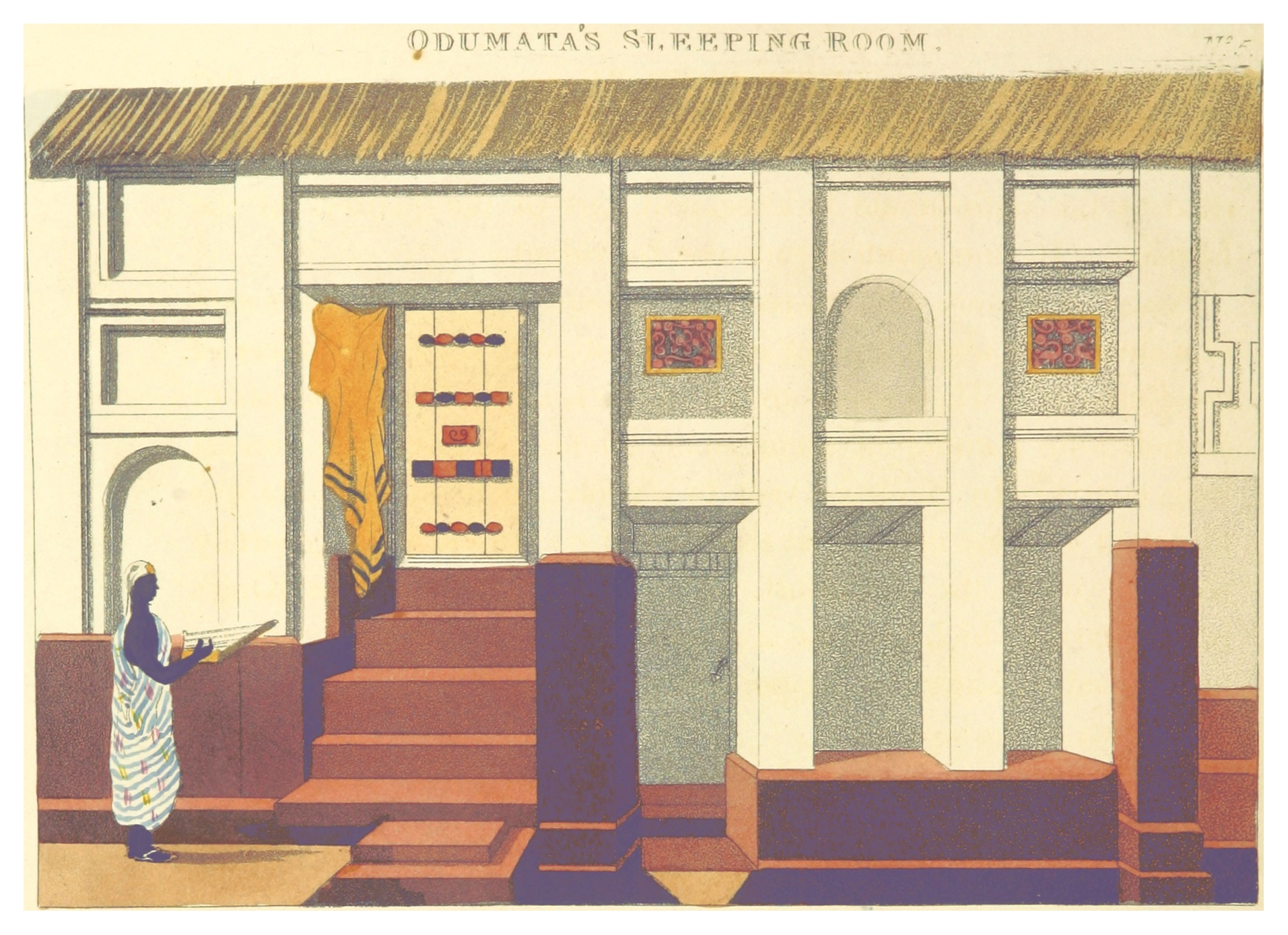
Schlafraum des Odumata

## Konflikt mit Briten und Fante, 1800–1900
Die wichtigsten europäischen Handelspartner der Aschanti waren die Holländer, die Anfang des 19. Jahrhunderts eine starke Konkurrenz im lukrativen Geschäft mit Sklaven und Gold durch die Briten bekommen hatten. Die Briten wiederum waren verbündet / bedienten sich der Fante, die als letztes Volk Südghanas ihre Unabhängigkeit gegenüber Aschanti gewahrt hatten. Die Fantiföderation, gegründet als Reaktion auf den Eroberungsdrang der Aschanti, lag von deren Gebiet umschlossen auf einem ca. 100 km breiten und 40 km tiefen Küstenstreifen.
Unter dem Asantehene Osei Bonsu, 1801–1824, verschärfte sich der Interessenkonflikt mit den Briten. Allgemein begann sich zu dieser Zeit das Verhältnis zwischen Europäern und Afrikanern zu wandeln: Von weitgehend gleichberechtigten Handelsbeziehungen zum kolonialen Diktat durch die militärisch überlegenen Europäer.
Osei Bonsu führte jedoch mehrere siegreiche Kriege gegen die Fante und die mit ihnen verbündeten Briten. 1814–16 im sogenannten Aschanti-Akim-Akwapim-Krieg besiegte er die vereinigten Akim und Akwapim. Die Briten mussten die Oberhoheit Aschanti über die gesamte Südküste des heutigen Ghanas außerhalb des direkten Gebietes ihrer Forts anerkennen. Die Holländer verließen die Goldküste. Ein Versuch des britischen Gouverneurs Sir Charles MacCarthy die Aschantimacht zu brechen, endete am 21. Januar 1824 in einer verheerenden Niederlage, sein Heer wurde vernichtend geschlagen. Er starb am Ende der Schlacht. Die Aschanti führten seinen Kopf als Siegestrophäe fort. Das Aschantireich war auf dem Höhepunkt seiner Macht.
Der Rest des 19. Jahrhunderts ist von den Aschanti-Kriegen zwischen Aschanti und Briten geprägt: 1826 mussten die Aschanti erstmals eine schwere Niederlage gegen die Briten und ein außergewöhnliches Bündnis der Fanti, Ga, Akim und Denkyra hinnehmen. 1863 schlugen die Aschanti ein britisches Regiment, das von den Antillen nach Westafrika verschifft worden war.
Nachdem die Holländer die Festung Elmina an die Briten verkauft hatten, kam es zum Konflikt um den Pachtpreis, den die Holländer hierfür bisher an die Aschanti entrichtet hatten. Britische Truppen unter Sir Garnet Wolseley eroberten Kumasi, plünderten die Stadt und steckten sie in Brand. 1874 zwang Wolseley dem Asantehene den Vertrag von Fomena auf, in dem die Aschanti auf alle ihre Rechte an der Küste verzichteten und der Sklavenhandel, ehemals die Haupteinnahmequelle der Aschanti, für illegal erklärt wurde. Etliche ehemalige Vasallen des Aschantireichs im Süden wurden in die britische Gold Coast Colony eingegliedert.

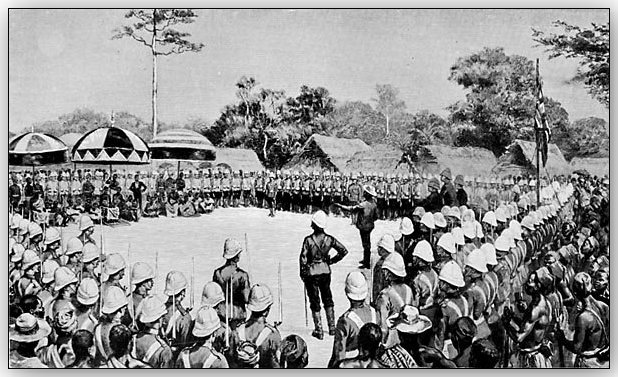
Verhandlung des Asantehene Prempeh I. mit britischem General in historischer Darstellung

Kwakuh Prah III., genannt Prempeh (der Dicke), war der letzte unabhängige Asantehene. Seine Verhandlungsversuche mit den Briten eine Protektoratslösung zu finden, die ihn im Amt ließe, schlugen fehl. Die Briten wollten verhindern, dass das Aschantireich den französischen oder deutschen Nachbarkolonien angegliedert würde. Außerdem fürchteten sie, dass Prempeh sich mit Almamy Samory Touré und seinem bedrohlich nahen Reich zu einer Allianz gegen den europäischen Imperialismus zusammenschließen könnte. 1896 eroberten die Briten das Aschantireich und verschleppten Prempeh nach Sierra Leone und später auf die Seychellen.
Die Briten versuchten die Institutionen des alten Aschantireiches zu zerstören, um jedes Aufleben des alten Aschantiimperialismus zu verhindern. Als sie die Übergabe des Goldenen Stuhles verlangten, kam es 1900 zum Aufstand unter der Führung von Yaa Asantewaa, der Königinmutter von Edweso. Die Briten sandten vier Expeditionen gegen die Aufständischen, die sich einer Guerillataktik bedienten. Die ersten drei wurden geschlagen, die vierte Expedition war erfolgreich, da den Aufständischen die Munition ausgegangen war. Aschanti wurde nun auch formal zur Kronkolonie erklärt.
Erst 1924 durfte der Asantehene Prempeh in die Kolonie Gold Coast zurückkehren.
Die Institutionen des Aschantikönigtums existieren auch im modernen Ghana.

## UNESCO-Weltkulturerbe
Die letzten materiellen Überreste der Bauwerke des Reiches in der Region nordöstlich von Kumasi sind seit 1980 Teil des UNESCO-Weltkulturerbes (Koordinaten: 5° 27′ N, 0° 58′ W).
Die aus Erde, Holz und Stroh gebauten Siedlungen sind sehr empfindlich gegen Wettereinflüsse und verfallen daher ohne ausreichenden Schutz rasch.

## Trivia
- Die Rastafari-Gruppierung Bobo Ashanti sehen sich als Nachfahren sowohl des Aschantireiches als auch des Volkes der Aschanti.